# Antoinette Spaak
Antoinette M. Spaak (* 27. Juni 1928 in Etterbeek bei Brüssel; † 28. August 2020) war eine belgische Politikerin. Sie studierte Philosophie und Literaturwissenschaften an der Université Libre de Bruxelles.

## Familie
Sie ist die Tochter des ehemaligen belgischen Premiers und NATO-Generalsekretärs Paul-Henri Spaak. Ihre Großmutter war die Frauenrechtlerin und erste belgische Senatorin Marie Spaak. Auch ihr Großvater Paul-Émile Janson war belgischer Premier. 
Spaak wohnte in Brüssel, war verheiratet und hat zwei Kinder.

## Politische Karriere
Sie wuchs in einer der führenden politischen Familien Belgiens auf. Nach dem Tod ihres Vaters übernahm sie dessen Rolle in der Front démocratique des francophones (FDF) und wurde deren Parteivorsitzende von 1977 bis 1982. Sie war die erste Frau an der Spitze einer politischen Partei in Belgien. Sie war Mitglied des Europäischen Parlaments von 1977 bis 1982 und erneut von 1994 bis 1999. Zwischen 1982 und 2001 war sie Gemeinderatsmitglied in Elsene.
Sie war das Oberhaupt der frankophonen Gemeinschaft Belgiens von 1988 bis 1992. In den 1990ern war sie zusammen mit Louis Michel die treibende Kraft bei der Fusion der FDF mit der Parti Réformateur Libéral (PRL) und der Mouvement des citoyens pour le changement (MCC) zur Mouvement Réformateur (MR).

## Ehrenämter
Seit 1983 war Spaak Minister van Staat/Ministre d'Etat. Dies ist in Belgien ein Ehrentitel, der in besonderen Fällen vom König auf Lebenszeit verliehen wird. Die Minister van Staat sind nicht Mitglieder des Ministerrats. Sie war Vorstandsmitglied der „Fondation Spaak“ und gehörte als Ritterordens-Großoffizier zum Orden des belgischen Königs Leopold II.